# Hrvatsko-urugvajski odnosi
Hrvatsko-urugvajski odnosi odnose se na bilateralne međunarodne odnose između Hrvatske i Urugvaja. Diplomatski odnosi su uspostavljeni 4. svibnja 1993. godine. Hrvatska nema veleposlanstvo u Urugvaju, već je zastupljena preko Veleposlanstva Republike Hrvatske u Argentinskoj Republici. U Montevideu postoji Konzulat Republike Hrvatske. Urugvaj nema veleposlanstvo u Hrvatskoj, već je zastupljena preko svoga veleposlanstva u Austriji.